# Long Định, Cần Đước
Long Định là một xã thuộc huyện Cần Đước, tỉnh Long An, Việt Nam.

## Địa lý
Xã Long Định nằm ở phía tây bắc huyện Cần Đước, có vị trí địa lý:
- Phía đông giáp xã Phước Vân
- Phía tây giáp các huyện Bến Lức và Tân Trụ với ranh giới là sông Vàm Cỏ Đông
- Phía nam giáp xã Long Cang
- Phía bắc giáp huyện Bến Lức.

Xã có diện tích 10,53 km², dân số năm 1999 là 8.050 người, mật độ dân số đạt 764 người/km².

## Hành chính
Xã Long Định được chia thành 4 ấp: 1, 2, 3, 4.